# Crazy Little Thing Called Love
Crazy Little Thing Called Love (en català: Petita Cosa Anomenada Amor) és una de les cançons més conegudes del grup de música britànic Queen. El cantant del grup Freddie Mercury va ser qui la va escriure i es va publicar l'any 1979 dins l'àlbum The Game. Més endavant també va figurar al disc recopilatori de la banda Greatest Hits, l'any 1981.
Va ser el segon senzill en arribar a la llista americana Billboard Hot 100 juntament amb la cançó Another One Bites the Dust i el primer en arribar a número 1. Va estar durant quatre setmanes seguides en la famosa llista americana. Va arribar al número 2 de UK Singles Chart el 1979 i número 1 dels ARIA Charts d'Austràlia durant set setmanes.
La cançó està escrita en estil rockabilly i, segons declaracions del cantant, es va inspirar per escriure-la durant un «bany d'espuma relaxant» a l'hotel Bayerischer Hof en només deu minuts.

## Composició
Tal com va informar Freddie Mercury a Melody Maker, el 2 de maig de 1981, va compondre Crazy Little Thing Called Love a la guitarra en només cinc o deu minuts.
| «                 | 'Crazy Little Thing Called Love' took me five or ten minutes. I did that on the guitar, which I can't play for nuts, and in one way it was quite a good thing because I was restricted, knowing only a few chords. It's a good discipline because I simply had to write within a small framework. I couldn't work through too many chords and because of that restriction I wrote a good song, I think. | 'Crazy Little Thing Called Love' em va prendre cinc o deu minuts. Ho vaig fer a la guitarra, en la que soc molt dolent, i d'alguna manera va ser molt bo perquè estava restringit, coneixent només uns quants acords. És una bona disciplina perquè simplement havia d'escriure en un marc reduït. No podia treballar amb massa acords i, a causa d'aquesta restricció, crec que vaig escriure una bona cançó. | » |
| — Freddie Mercury | | |   |

La cançó va ser escrita per Mercury com un homenatge als seus herois musicals Elvis Presley i Cliff Richard. Roger Taylor va afegir en una entrevista que Mercury ho va escriure en només 10 minuts mentre es relaxava en un bany a l'Hotel Bayerischer Hof a Múnic durant una de les seves extenses sessions d'enregistrament a la ciutat. Mercury el va portar a l'estudi poc després d'escriure'l i el va presentar a Taylor i John Deacon. Tots tres, amb el seu llavors nou productor Reinhold Mack, el van gravar als Musicland Studios de Múnic. La cançó sencera es va gravar en menys de mitja hora (encara que Mack diu que van ser sis hores). Després d'haver escrit "Crazy Little Thing Called Love" a la guitarra i haver tocat una guitarra rítmica acústica al disc, per primera vegada en Mercury va tocar la guitarra. en concerts, per exemple al Live Aid al Wembley Stadium, Londres el 1985. Billboard Magazine va descriure la interpretació de la guitarra de Brian May com «impressionant per la seva senzillesa». Cash Box ho va anomenar un «rockabilly romp» i una «melodia optimista».
May va voler emular el guitarrista de llarga durada de Rick Nelson i Presley, James Burton, i per suggeriment de Macks va utilitzar un Fender Esquire en lloc del seu Red Special habitual per a la sessió d'enregistrament.

## Vídeo musical
El vídeo musical de la cançó va ser filmat als Trillion Studios el 21 de setembre de 1979 i dirigit per Dennis De Vallance amb quatre ballarins i un pis d'exhibicions. Es va incloure una versió alternativa als llançaments de DVD i Blu-ray Days of Our Lives.

## Actuacions en directe
Immediatament després del senzill, la banda es va embarcar en una mini gira pel Regne Unit anomenada Crazy Tour.
Sempre que la cançó es tocava en directe, la banda afegia un sòlid final de rock que ampliava la pista de menys de tres minuts a més de cinc minuts, amb May i Mercury proporcionant guitarres addicionals. Un exemple d'això és al conjunt de CD/DVD Live at Wembley '86, on la cançó continua durant cinc minuts.
El dissabte 13 de juliol de 1985, Queen va interpretar la cançó per al concert benèfic de dos escenaris del Live Aid.

## Personal
- Freddie Mercury – veu principal i de suport, guitarra acústica, palmades
- Brian May: guitarra elèctrica, cors, palmades
- Roger Taylor – bateria, cors, palmades
- John Deacon - baix, palmades

Tot i que Mercury tocava una guitarra acústica-elèctrica de dotze cordes Ovation Pacemaker 1615 i més tard una Fender Telecaster elèctrica de sis cordes, ambdues propietat de May, a l'estudi la va gravar amb una acústica de sis cordes amb micròfons externs. Mercury també va tocar el solo de guitarra original en una versió que s'ha perdut.

## Llistes i certificacions
| Llista (1991–1992)                | Millor posició |
| --------------------------------- | -------------- |
| Australia (Kent Music Report)     | 1              |
| Àustria (Ö3 Austria Top 40)       | 9              |
| Bèlgica (Ultratop 50 Flandes)     | 3              |
| Canadà Top Singles (RPM)          | 1              |
| Irlanda (IRMA)                    | 2              |
| Noruega (VG-lista)                | 8              |
| Nova Zelanda (Recorded Music NZ)  | 2              |
| Païssos Baixos (Dutch Top 40)     | 1              |
| Païssos Baixos (Single Top 100)   | 1              |
| Sud-àfrica (Springbok Radio)      | 3              |
| Suïssa (Swiss Hitparade)          | 5              |
| UK Singles (OCC)                  | 2              |
| US Billboard Hot 100              | 1              |
| US Adult Contemporary (Billboard) | 17             |

| Llista (2022)                               | Millor posició |
| ------------------------------------------- | -------------- |
| US Hot Rock & Alternative Songs (Billboard) | 18             |

| Llista (1991)                  | Posició |
| ------------------------------ | ------- |
| Bèlgica (Ultratop Flanders)    | 42      |
| Països Baixos (Dutch Top 40)   | 30      |
| Països Baixos (Single Top 100) | 14      |
| UK Singles (OCC)               | 25      |

| Llista (1980)                                 | Posició |
| --------------------------------------------- | ------- |
| Alemanya Occidental (llista alemanya oficial) | 56      |
| Austràlia (Kent Music Report)                 | 3       |
| Canada Top Singles (RPM)                      | 2       |
| Nova Zelanda (Recorded Music NZ)              | 10      |
| US Billboard Hot 100                          | 6       |

| Llista (2019)                 | Posició |
| ----------------------------- | ------- |
| US Hot Rock Songs (Billboard) | 61      |

| Llista (1958–2018)   | Posició |
| -------------------- | ------- |
| US Billboard Hot 100 | 156     |

| País                 | Certificació | Vendes    |
| -------------------- | ------------ | --------- |
| Estats Units (RIAA)  | 1.000.000 +  | Platí     |
| Països Baixos (NVPI) | 100.000 +    | disc d'or |
| Regne Unit (BPI)     | 500.000 +    | disc d'or |